# Chiêm tinh học
Chiêm tinh học là một hệ thống huyền học, hay ngụy khoa học dự đoán về vấn đề nhân loại và sự kiện trần thế bằng cách nghiên cứu chuyển động và vị trí tương đối của thiên thể. Chiêm tinh học có niên đại ít nhất là từ khoảng thiên niên kỷ 2 TCN, và có nguồn gốc từ hệ thống lịch được sử dụng để dự đoán sự chuyển mùa và chu kỳ thiên thể như những dấu hiệu của sự giao tiếp với thần linh. Nhiều nền văn hóa chú trọng đến các sự kiện thiên văn, chẳng hạn như Hindu, Trung Quốc, và Maya đã phát triển các hệ thống phức tạp để dự đoán sự kiện trần thế bằng cách quan sát những thiên thể. Chiêm tinh học phương Tây là một trong những hệ thống chiêm tinh cổ nhất còn được sử dụng. Nó có thể có nguồn gốc từ vùng Lưỡng Hà vào thiên niên kỷ 2 TCN, sau đó lan sang Hy Lạp cổ đại, La Mã cổ đại, thế giới Ả Rập và cuối cùng là Trung và Tây Âu. Chiêm tinh học phương Tây thời đó thường sử dụng hệ thống hoàng đạo (một hệ thống giống với tử vi phương Đông) để giải thích các khía cạnh trong nhân cách con người và dự đoán những sự kiện tương lai trong cuộc sống dựa trên vị trí của các thiên thể khác. Đa số các nhà chiêm tinh học chuyên nghiệp đều dựa trên những hệ thống dự đoán tương tự như vậy.:83
Xuyên suốt lịch sử, chiêm tinh học được xem là một hệ thống lưu truyền mang tính bác học và phổ biến trong giới học thuật, thường có mối quan hệ mật thiết với thiên văn học, thuật giả kim, khí tượng học, và y học. Nó có sự hiện diện trong giới chính trị và được đề cập trong nhiều tác phẩm văn học khác nhau, từ những tác giả như Dante Alighieri và Geoffrey Chaucer cho đến William Shakespeare, Lope de Vega, và Calderón de la Barca. Sau khi thế kỷ 19 kết thúc và phương pháp khoa học được chấp nhận rộng rãi, các nhà nghiên cứu hoàn toàn không còn công nhận chiêm tinh học trên cả phương diện lý thuyết,:249; thí nghiệm, và chứng minh được rằng nó không có giá trị khoa học hay sức thuyết phục. Do đó, chiêm tinh học mất đi vị thế trong học thuật và lý thuyết, niềm tin phổ biến về nó phần nhiều bị suy giảm, cho đến khi hồi sinh trở lại vào thập niên 1960.

## Từ nguyên

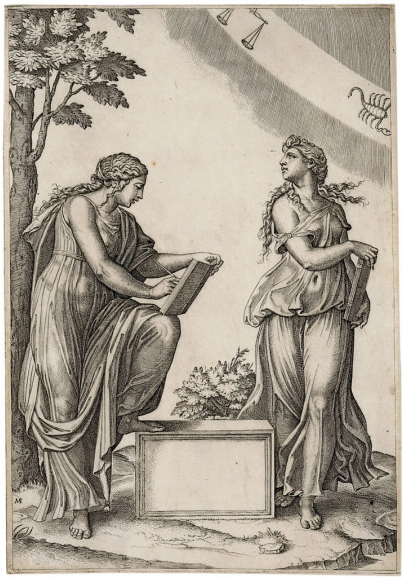
Tranh khắc thế kỷ 15 của Marcantonio Raimondi thể hiện hai người phụ nữ với cung hoàng đạo Thiên Bình và Thiên Yết

Chiêm tinh học trong tiếng Anh là astrology, bắt nguồn từ từ astrologia trong tiếng Latinh, sâu xa hơn là từ ἀστρολογία trong tiếng Hy Lạp – vốn là từ ghép của từ ἄστρον (astron, nghĩa là "vì sao") và -λογία (-logia, nghĩa là "nghiên cứu về"). Astrologia sau đó thay đổi nghĩa thành 'bói toán bằng vì sao', vốn được gọi bằng thuật ngữ khoa học là astronomia.

## Lịch sử

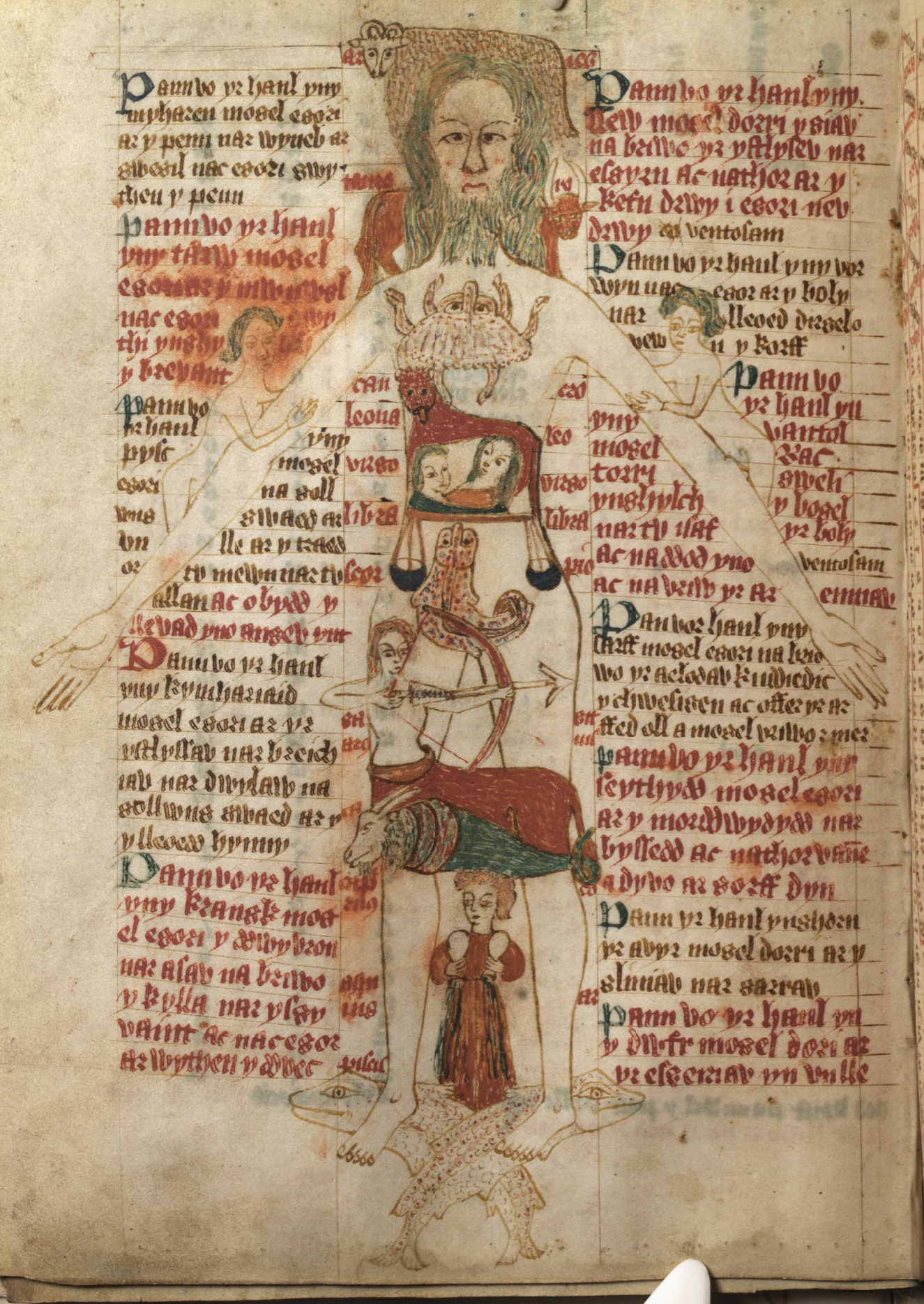
The Zodiac Man, sơ đồ cơ thể con người với những biểu tượng chiêm tinh, kèm theo đó là chỉ dẫn giải thích về tầm quan trọng của chiêm tinh dưới góc độ y học. Hình ảnh này lấy từ bản thảo tiếng Wales thế kỷ 15

Có nhiều nền văn hóa coi trọng những sự kiện thiên văn. Từ thời xa xưa, người Ấn Độ, người Trung Quốc, người Maya đã phát triển những hệ thống phức tạp để dự đoán sự kiện trần thế bằng cách quan sát thiên thể. Ở phương Tây, chiêm tinh học thường bao gồm hệ thống horoscope nhằm giải thích khía cạnh trong nhân cách con người và dự đoán tương lai cuộc sống của họ dựa trên vị trí của Mặt Trời, Mặt Trăng và các thiên thể khác tại thời điểm họ ra đời. Phần lớn các nhà chiêm tinh học chuyên nghiệp dựa trên những hệ thống như vậy.:83
Chiêm tinh học có niên đại ít nhất là từ khoảng thiên niên kỷ 2 TCN, tại Lưỡng Hà, với nguồn gốc là từ hệ thống lịch được sử dụng để dự đoán sự chuyển mùa và giải thích chu kỳ thiên thể như những dấu hiệu của sự giao tiếp với thần linh. Vedāṅga Jyotiṣa là một trong những văn bản Hindu được biết đến cổ nhất về thiên văn học và chiêm tinh học (Jyotisha). Văn bản có niên đại từ năm 1400 TCN đến những năm cuối cùng TCN, theo nhiều học giả khác nhau dựa trên bằng chứng về ngôn ngữ và thiên văn học. Chiêm tinh học Trung Quốc bắt đầu có hệ thống từ thời nhà Chu (1046–256 TCN). Chiêm tinh học thời kỳ Hy Lạp hóa kể từ sau năm 332 TCN có sự pha trộn với thuật chiêm tinh Decan của Ai Cập ở Alexandria, tạo thành thuật chiêm tinh horoscope. Cuộc chinh phạt châu Á của Alexandros Đại đế đã góp phần truyền bá chiêm tinh học đến Hy Lạp cổ đại và La Mã cổ đại. Ở La Mã, chiêm tinh học gắn liền với 'trí tuệ của người Chaldea'. Sau cuộc chinh phạt Alexandria vào thế kỷ 7, chiêm tinh học được các học giả Hồi giáo sử dụng, các văn bản thời kỳ Hy Lạp hóa được dịch sang tiếng Ả Rập và tiếng Ba Tư. Vào thế kỷ 12, văn bản tiếng Ả Rập du nhập vào châu Âu và được dịch sang tiếng Latinh. Những nhà thiên văn học lớn như Tycho Brahe, Johannes Kepler và Galileo đã hành nghề nhà chiêm tinh hoàng gia. Chiêm tinh học cũng được đề cập trong những tác phẩm văn chương của các nhà thơ như Dante Alighieri và Geoffrey Chaucer, và các nhà soạn kịch như Christopher Marlowe và William Shakespeare.
Xuyên suốt phần lớn lịch sử chiêm tinh học, nó được xem là một hệ thống lưu truyền mang tính bác học. Nó được chấp nhận trong ngữ cảnh chính trị và học thuật, có liên kết với những nghiên cứu khác, chẳng hạn như thiên văn học, thuật giả kim, khí tượng học và y học. Cuối thế kỷ 17, những khái niệm khoa học mới trong thiên văn học và vật lý (chẳng hạn như thuyết nhật tâm và cơ học Newton) đã đặt nghi vấn về chiêm tinh học. Do đó, chiêm tinh học mất đi vị thế trong học thuật và lý thuyết, và niềm tin phổ biến về chiêm tinh học phần nhiều bị suy giảm.

### Thế giới cổ đại
Chiêm tinh học, theo nghĩa rộng nhất, là tìm kiếm ý nghĩa của bầu trời.:2,3 Bằng chứng cổ xưa về việc con người nỗ lực có ý thức để đo lường, ghi chép lại, và dự đoán sự chuyển mùa bằng cách tham khảo chu kỳ thiên văn, là từ những dấu tích trên xương và vách hang động, cho thấy rằng chu kỳ Mặt Trăng được ghi nhận sớm nhất từ khoảng 25.000 năm về trước.:81ff Đây là bước đầu của việc hướng tới ghi chép lại ảnh hưởng của Mặt Trăng đến thủy triều và sông ngòi, đồng thời hướng tới việc soạn ra lịch chung. Nông dân giải quyết nhu cầu nông nghiệp bằng cách nâng cao kiến thức về chòm sao xuất hiện trong các mùa khác nhau – và ứng dụng việc quan sát thấy sự mọc lên của một nhóm sao cụ thể để đoán trước lũ lụt hàng năm và hoạt động theo mùa. Đến thiên niên kỷ 3 TCN, các nền văn minh đã có nhận thức phức tạp về chu kỳ thiên thể, và có thể xây dựng đền tại nơi phù hợp với sự mọc cùng Mặt Trời của các vì sao.
Bằng chứng phân tán cho thấy những nguồn tài liệu cổ nhất được biết đến về chiêm tinh học là bản sao của các văn bản được tạo ra trong thế giới cổ đại. Phiến đá Sao Kim của Ammisaduqa được cho là đã soạn thảo ở Babylon vào khoảng năm 1700 TCN. Có một cuộn giấy ghi chép lại việc sử dụng thuật chiêm tinh sự kiện từ thời xa xưa, khả năng cao là thuộc về triều đại của người trị vì Sumer (ensi) là Gudea xứ Lagash (khoảng 2144 - 2124 TCN). Cuộn giấy này mô tả cách mà các vị thần tiết lộ cho Gudea trong một giấc mơ biết về những chòm sao nào sẽ thuận lợi nhất cho việc xây dựng ngôi đền theo ước định. Tuy nhiên, vẫn còn tranh cãi về việc liệu những điều này có thật sự được ghi chép vào thời gian đó không hay chỉ đơn thuần là chuyện do hậu thế thêu dệt nên về người trị vì cổ đại. Do đó, bằng chứng lâu đời nhất không thể chối cãi về việc sử dụng chiêm tinh học như một hệ thống kiến thức tổng hợp, được cho là từ các ghi chép thuộc về triều đại đầu tiên của Lưỡng Hà (1950–1651 TCN). Thuật chiêm tinh này có một số điểm tương đồng với thuật chiêm tinh Hy Lạp thời kỳ Hy Lạp hóa (phương Tây). Người Babylon xem sự kiện thiên thể là báo hiệu cho những chuyện có thể xảy ra hơn là hiện tượng tự nhiên.
Hệ thống chiêm tinh học của Trung Quốc được xây dựng vào thời nhà Chu (1046–256 TCN) và phát triển mạnh vào thời nhà Hán (thế kỷ 2 TCN–thế kỷ 2). Trong đó, tất cả yếu tố quen thuộc của văn hóa truyền thống Trung Quốc như triết lý Âm-Dương, thuyết ngũ hành, Thiên Địa, tư tưởng nho giáo – đều được kết hợp lại với nhau để hợp thức hóa các nguyên tắc triết học của y học Trung Quốc, bói toán, chiêm tinh và luyện đan.:3,4

#### Tranh cãi thời cổ đại

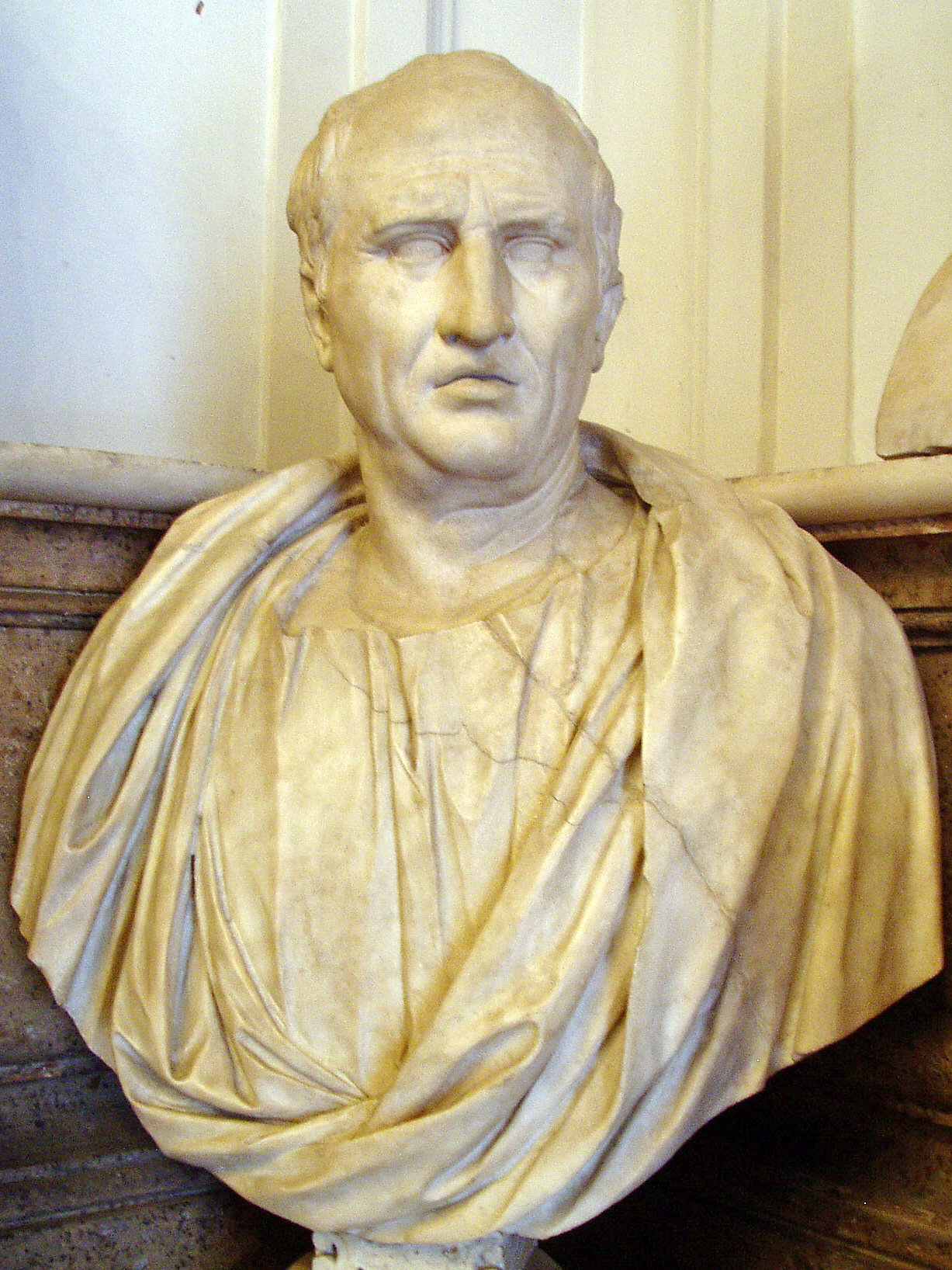
Nhà hùng biện người La Mã Cicero phản đối chiêm tinh học

Các trường phái hoài nghi triết học thời kỳ Hy Lạp hóa chỉ trích tính hợp lý của chiêm tinh học. Những lời chỉ trích về chiêm tinh học của những người theo chủ nghĩa hoài nghi học thuật như Cicero, Carneades và Favorinus; và người theo chủ nghĩa Pyrrho như Sextus Empiricus, vẫn còn được bảo tồn cho đến ngày nay.
Carneades lập luận rằng niềm tin vào số phận đã phủ định ý chí tự do và đạo đức; rằng những người sinh ra vào những thời điểm khác nhau đều có thể chết trong cùng một tai nạn hoặc trận chiến; và trái ngược với việc chịu ảnh hưởng cùng một kiểu từ các vì sao, thì các bộ lạc và nền văn hóa lại có sự khác biệt nhau.
Cicero đưa ra phản đối về song sinh, rằng với thời gian sinh gần nhau, kết cục của mỗi cá nhân rất có thể khác nhau. Quan điểm này sau này được Thánh Augustinus phát triển. Cicero lập luận rằng vì những hành tinh khác ở xa Trái Đất hơn nhiều so với Mặt Trăng, nên chúng có thể chỉ có ảnh hưởng rất nhỏ nếu so với Mặt Trăng. Ông cũng lập luận rằng nếu chiêm tinh học giải thích mọi thứ về số phận con người, thì nó đã sai lầm khi bỏ qua ảnh hưởng có thể thấy rõ của khả năng di truyền và nuôi dạy con cái, những thay đổi về sức khỏe do tác động của y học, hoặc ảnh hưởng của thời tiết đối với con người.
Favorinus lập luận rằng thật phi lý khi tưởng tượng rằng các vì sao và hành tinh sẽ ảnh hưởng đến cơ thể con người như cách mà chúng ảnh hưởng đến thủy triều, và một điều cũng phi lý không kém là những chuyển động nhỏ trên bầu trời lại có thể gây ra những thay đổi lớn trong số phận con người.
Sextus Empiricus cho rằng thật phi lý khi liên kết những gì thuộc về con người với những chuyện hoang đường về cung hoàng đạo. Ông cũng viết cả một cuốn sách có tựa là Pros astrologous soạn ra những lập luận phản bác chiêm tinh học.

### Ai Cập thời kỳ Hy Lạp hóa

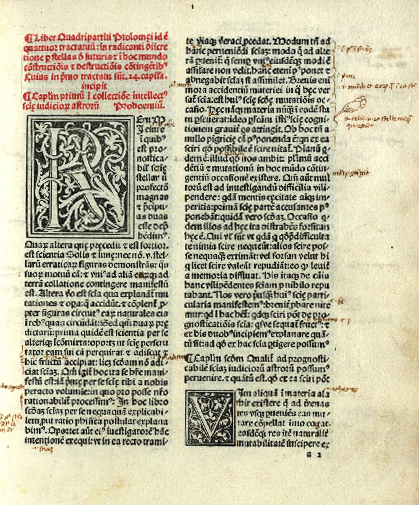
Bản sao năm 1484 trang đầu tiên của tác phẩm Tetrabiblos do Ptolemaeus viết, được Plato Tiburtinus dịch sang tiếng Latinh. Tác phẩm này là nền tảng của chiêm tinh học phương Tây

Năm 525 TCN, Ai Cập bị người Ba Tư chinh phục. Đai hoàng đạo Dendera của người Ai Cập vào thế kỷ 1 TCN có sự tương đồng với chiêm tinh học Lưỡng Hà, khi đều có cung hoàng đạo Thiên Bình và Thiên Yết.
Ai Cập bước vào thời kỳ Hy Lạp hóa khi bị Alexandros Đại Đế chiếm đóng vào năm 332 TCN. Sau cuộc chinh phạt, Alexandros thành lập nên thành phố Alexandria, nơi mà thuật chiêm tinh Babylon pha trộn với thuật chiêm tinh Decan của Ai Cập tạo thành thuật chiêm tinh horoscope. Nó bao gồm thuật chiêm tinh Babylon với hệ thống vượng tinh, bộ ba cung hoàng đạo và tầm quan trọng của nhật thực. Thuật chiêm tinh horoscope sử dụng quan niệm của người Ai Cập để chia đai hoàng đạo thành 36 decan, mỗi decan là 10°. Ngoài ra, nó còn sử dụng hệ thống các vị thần hành tinh của Hy Lạp, những người cai trị cung hoàng đạo và bốn nguyên tố. Những văn bản thế kỷ 2 TCN dự đoán vị trí của các hành tinh trong cung hoàng đạo tại thời điểm mọc lên của những decan nhất định, đặc biệt là Sothis. Nhà chiêm tinh và thiên văn học Ptolemaeus sống ở Alexandria, ông là tác giả của cuốn Tetrabiblos. Tác phẩm này là nền tảng của chiêm tinh học phương Tây.

### Hy Lạp và La Mã
Cuộc chinh phạt châu Á của Alexandros Đại Đế khiến người Hy Lạp có cơ hội tiếp xúc với những ý tưởng từ Syria, Babylon, Ba Tư và Trung Á. Khoảng năm 280 TCN, một tư tế đến từ Babylon là Berossus đã chuyển đến đảo Kos của Hy Lạp, giảng dạy về chiêm tinh và văn hóa Babylon. Vào thế kỷ 1 TCN, có 2 loại thuật chiêm tinh, một là thuật chiêm tinh sử dụng horoscope để mô tả quá khứ, hiện tại, tương lai; loại thứ hai là theurgy, nhấn mạnh đến việc linh hồn bay đến những vì sao. Ảnh hưởng của Hy Lạp đóng một vai trò quan trọng trong việc truyền bá lý thuyết chiêm tinh đến La Mã.
Tài liệu đầu tiên đề cập đến chiêm tinh học ở La Mã chắc chắn đến từ nhà hùng biện tên là Cato. Năm 160 TCN, ông đã cảnh cáo các giám thị nông trại không được thỉnh giáo người Chaldea, nhóm người được mô tả là 'những kẻ ngắm sao' người Babylon. Trong mắt những người Hy Lạp và người La Mã, tên tuổi của Babylonia (cũng được biết đến là Chaldea) trở nên gắn liền với chiêm tinh học đến mức 'trí tuệ của người Chaldea' đồng nghĩa với thuật bói toán sử dụng hành tinh và vì sao. Nhà thơ và nhà văn trào phúng người La Mã thế kỷ 2 là Juvenalis phàn nàn về ảnh hưởng lan rộng của người Chaldea, nói rằng "Người Chaldea vẫn được tin tưởng hơn cả; mọi câu từ mà nhà chiêm tinh thốt ra sẽ khiến họ [tức phụ nữ] tin là đến từ suối nguồn của Hammon [tức Jupiter]."
Một trong những nhà chiêm tinh đầu tiên đưa thuật chiêm tinh Hermes đến La Mã là Thrasyllus. Ông là nhà chiêm tinh của hoàng đế Tiberius, vị hoàng đế đầu tiên có nhà chiêm tinh hoàng gia. Dù vậy, người tiền nhiệm của Tiberius là Augustus đã sử dụng chiêm tinh học để hợp pháp hóa quyền hoàng đế của mình.

### Thế giới Trung Cổ

#### Hindu
Những văn bản chính mà chiêm tinh học Ấn Độ cổ điển dựa vào là những tuyển tập thuộc Sơ kỳ Trung Cổ, đặc biệt là Brihat Parashara Hora Shastra, và Saravali của quốc vương Kalyanavarman. Hora Shastra là một hợp tuyển gồm 71 chương, trong đó phần đầu tiên (chương 1–51) có niên đại từ thế kỷ 7 đến đầu thế kỷ 8, và phần thứ hai (chương 52–71) có niên đại là cuối thế kỷ 8. Tương tự như vậy, Saravali cũng có niên đại vào khoảng thế kỷ 8.

#### Hồi giáo

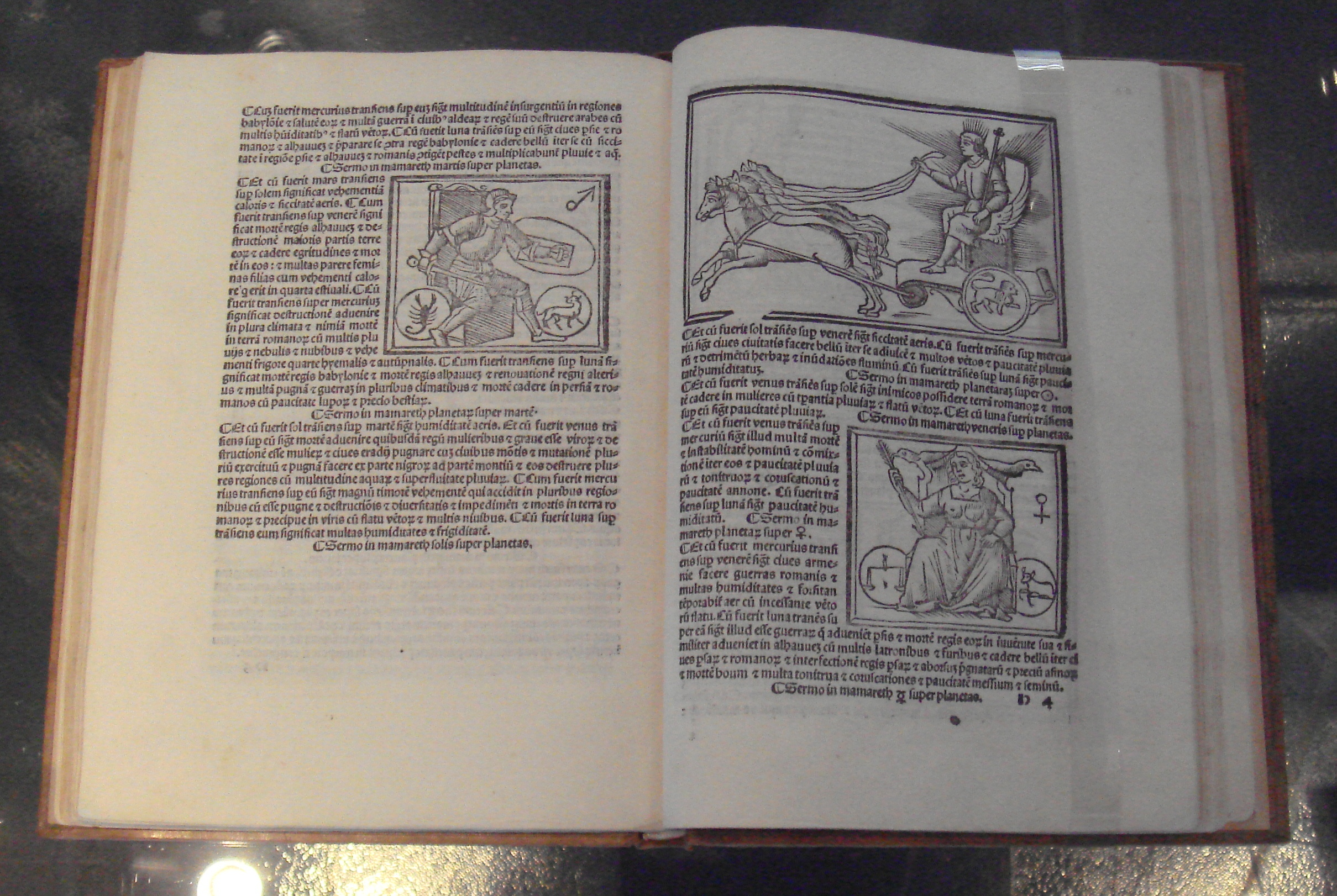
Bản dịch tiếng Latinh của De Magnis Coniunctionibus, Venize, 1515

Sau khi thành phố Alexandria rơi vào tay người Ả Rập vào thế kỷ 7 và Nhà Abbas được thành lập vào thế kỷ 8, chiêm tinh học đã được các học giả Hồi giáo nghiên cứu. Triều đại khalip Abbas thứ hai là Al Mansur (754–775) đã thành lập nên thành phố Bagdad đóng vai trò như một trung tâm học thuật. Thành phố này có xây dựng một trung tâm dịch thuật thư viện được gọi là "Ngôi nhà Trí tuệ" Bayt al-Hikma, nơi được thế hệ kế tục Al Mansur duy trì phát triển và là động lực chính cho những bản dịch tiếng Ả Rập-Ba Tư của các văn bản chiêm tinh học thời kỳ Hy Lạp hóa. Những dịch giả đời đầu bao gồm Mashallah, người giúp bầu chọn thời điểm thành lập Bagdad, và Sahl ibn Bishr (hay còn có tên gọi khác là Zael), người soạn ra những văn bản có ảnh hưởng trực tiếp đến các nhà chiêm tinh châu Âu về sau như Guido Bonatti (thế kỷ 13), và William Lilly (thế kỷ 17). Kiến thức từ văn bản tiếng Ả Rập bắt đầu du nhập vào châu Âu trong các bản dịch tiếng Latinh thế kỷ 12.

#### Châu Âu

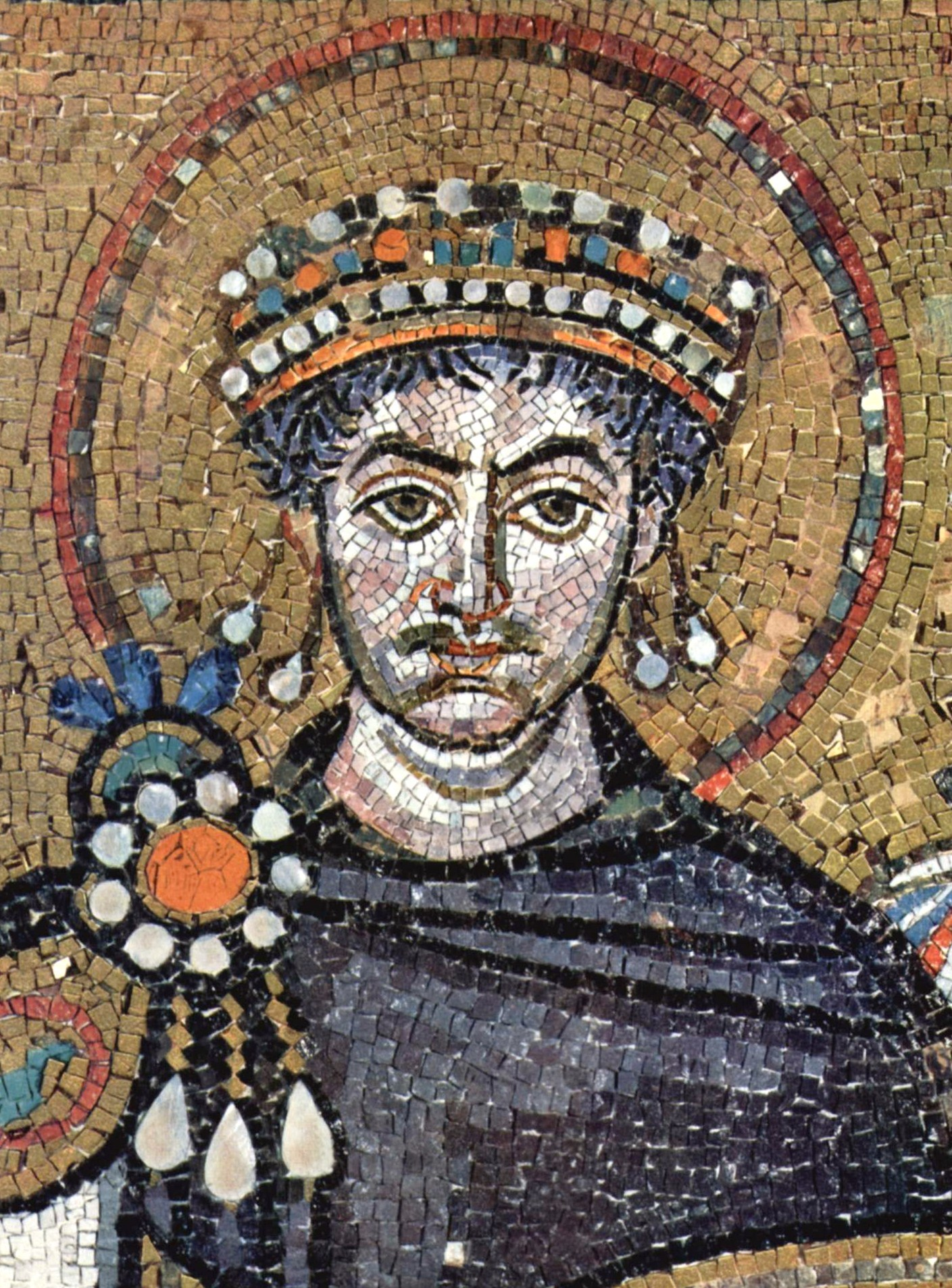
Dante Alighieri gặp gỡ Hoàng đế Justinianus tại tầng trời thứ hai (hay nói cách khác là tầng trời của Sao Thủy), trong Canto V của phần Paradiso, Thần Khúc

Cuốn sách về chiêm tinh học đầu tiên xuất bản tại châu Âu là Liber Planetis et Mundi Climatibus ("Quyển sách về hành tinh và khu vực trên thế giới"), xuất hiện từ năm 1010 đến năm 1027, và tác giả của nó có thể là Giáo hoàng Silvestro II. Năm 1138, quyển sách Tetrabiblos (thế kỷ 2) của Ptolemaeus được Plato Tiburtinus dịch sang tiếng Latinh. Nhà toán học thế kỷ 13 là Campanus xứ Novara được cho là người phát minh ra hệ thống chiêm tinh chia đường mão dậu (prime vertical) thành từng "nhà", mỗi "nhà" đều có độ dài cung tròn là 30°, dù vậy hệ thống này đã được phương Đông sử dụng từ trước. Nhà thiên văn học thế kỷ 13 Guido Bonatti đã viết một cuốn sách giáo khoa có tựa đề là Liber Astronomicus, bản sao của nó thuộc về Vua Henry VII của Anh vào cuối thế kỷ 15.
Trong Paradiso (Thiên đàng), phần cuối cùng của Thần khúc, thi hào người Ý Dante Alighieri đề cập đến "hằng hà sa số chi tiết" về các hành tinh chiêm tinh. Dẫu vậy, ông có điều chỉnh chiêm tinh học truyền thống sao cho phù hợp với quan điểm Cơ Đốc của mình. Chẳng hạn như sử dụng tư duy chiêm tinh trong những lời tiên tri của ông về sự cải cách của những nước theo đạo Cơ Đốc.

#### Tranh cãi thời Trung Cổ

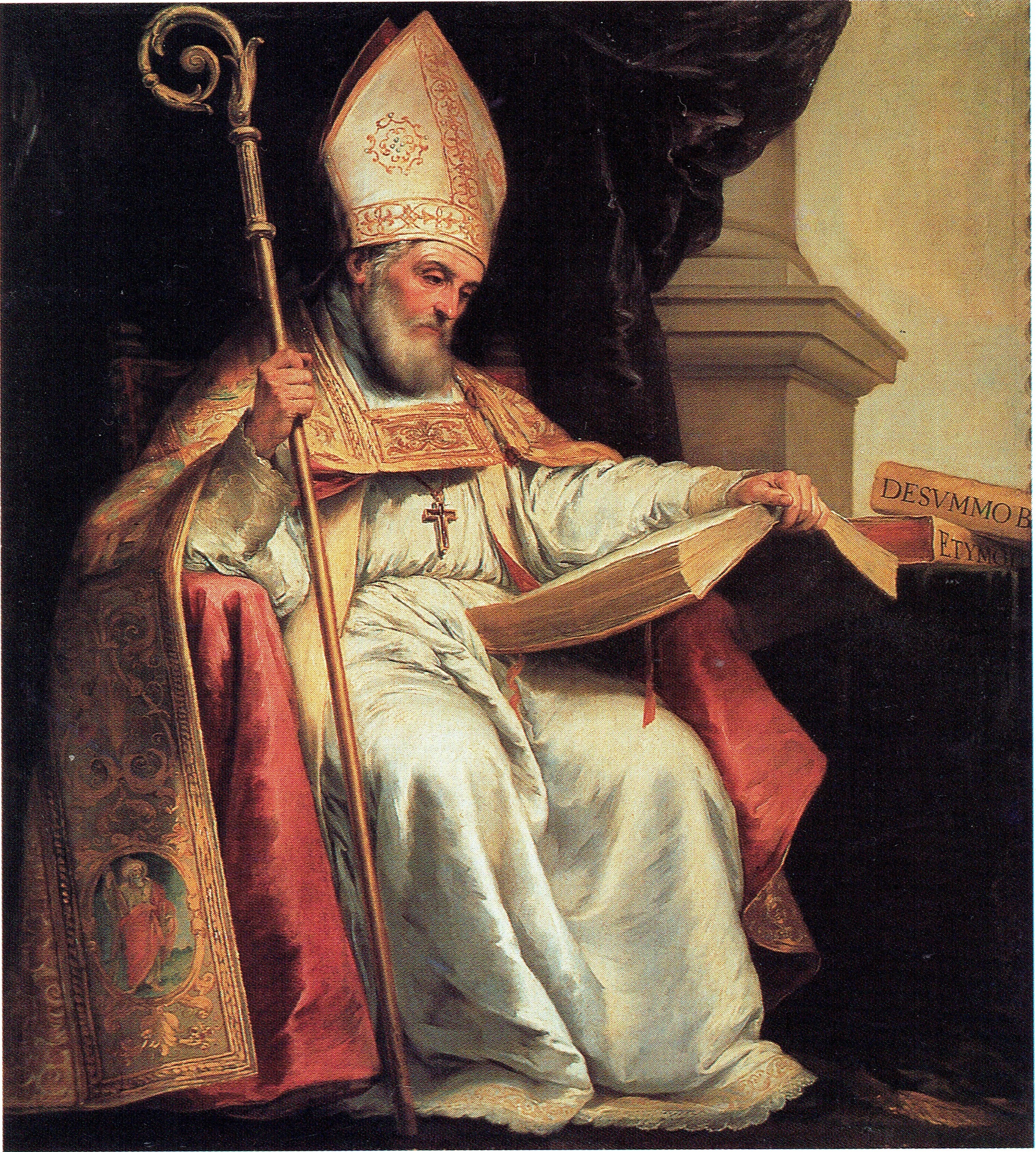
Nhà thần học thời Trung Cổ, Isidorus thành Hipalis chỉ trích tính tất định của chiêm tinh học.

Vào thế kỷ 7, Isidorus thành Hispalis lập luận trong cuốn Etymologiae rằng thiên văn học mô tả chuyển động của thiên đàng, trong khi chiêm tinh học có 2 phần: một là khoa học mô tả chuyển động của mặt trời, mặt trăng và các vì sao; phần còn lại là đưa ra những dự đoán, theo thần học thì đó là quan niệm sai lầm. Ngược lại, John Gower (thế kỷ 14) định nghĩa rằng chiêm tinh học cơ bản chỉ giới hạn trong việc đưa ra những dự đoán. Nghiên cứu về ảnh hưởng của các vì sao được xếp vào phân nhánh thuật chiêm tinh tự nhiên, chẳng hạn như dự đoán tác động của vì sao đến thủy triều và sự tăng trưởng của thực vật, và thuật chiêm tinh phán đoán, dự đoán những tác động có thể xảy ra đối với con người. Tuy nhiên, người theo chủ nghĩa hoài nghi là Nicole Oresme (thế kỷ 10) đã liệt thiên văn học là một phần của chiêm tinh học trong tác phẩm Livre de divinacions của ông. Mặc dù Oresme lập luận rằng cách tiếp cận đương thời để dự đoán những sự kiện như bệnh dịch, chiến tranh, thời tiết là không phù hợp, nhưng những dự đoán kiểu như vậy vẫn là lĩnh vực đáng để nghiên cứu. Tuy nhiên, ông công kích việc sử dụng chiêm tinh học để chọn thời điểm hành động (cái gọi là thẩm vấn và bầu cử) là hoàn toàn sai lầm, và không chấp nhận việc quyết định hành động con người dựa trên những vì sao, vì nó giam cầm sự tự do ý chí của con người. Tương tự như vậy,  trong cuốn sách Contre les Devineurs (1411), thầy dòng Laurens Pignon (khoảng 1368–1449) đã bác bỏ tất cả các hình thức bói toán và thuyết định đoạt, kể cả bói toán bằng vì sao. Điều này trái ngược với quan điểm truyền thống của nhà thiên văn người Ả Rập Abu Ma'shar, tác phẩm của ông là Introductorium in Astronomiam and De Magnis Coniunctionibus cho rằng cả hành động của cá nhân và rộng hơn là lịch sử đều được định đoạt bởi vì sao.
Cuối thế kỷ 15, Giovanni Pico della Mirandola đã viết tác phẩm Disputationes contra Astrologos công kích mạnh mẽ chiêm tinh học, cho rằng thiên đàng không phải là nơi gây ra, và cũng không báo trước sự kiện xảy ra ở trần thế. Người cùng thời với ông là Pietro Pomponazzi, một "người theo chủ nghĩa duy lý và nhà tư duy phản biện", thì lại tin tưởng vào chiêm tinh học và phê bình sự công kích của Pico.

### Thời kỳ Phục Hưng và Cận đại

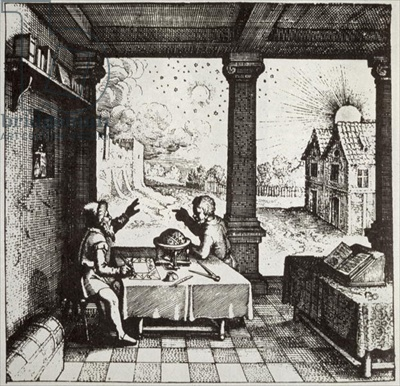
'Một nhà chiêm tinh bói horoscope' trong tác phẩm Utriusque Cosmi Historia (1617) của Robert Fludd

Các học giả thời Phục Hưng thường thực hành chiêm tinh học. Gerolamo Cardano đã bói horoscope cho vua Edward VI của Anh, còn John Dee là nhà chiêm tinh hoàng gia phụng sự nữ hoàng Elizabeth I của Anh. Catherine de Médicis đã chi tiền cho Nostradamus để xác minh dự đoán của nhà chiêm tinh Lucus Gauricus về cái chết của chồng bà là vua Henri II của Pháp. Những nhà thiên văn lớn hành nghề nhà chiêm tinh hoàng gia bao gồm Tycho Brahe thuộc hoàng gia Đan Mạch, Johannes Kepler phục vụ nhà Habsburgs, Galileo Galilei phục vụ nhà Medici, và Giordano Bruno, người bị thiêu trên cọc ở Roma vào năm 1600 vì bị cho là theo dị giáo. Sự khác biệt giữa chiêm tinh học và thiên văn học không hoàn toàn rõ ràng. Những tiến bộ trong thiên văn học thường được thúc đẩy bởi mong muốn cải thiện độ chính xác của chiêm tinh học.
Lịch thiên văn với các phép tính chiêm tinh phức tạp, và những cuốn niên lịch giải thích sự kiện thiên thể được sử dụng cho mục đích y học và chọn thời điểm gieo trồng, rất phổ biến ở Anh thời Elizabeth. Năm 1597, nhà toán học và bác sĩ người Anh Thomas Hood đã tạo ra bộ dụng cụ bằng giấy sử dụng các lớp phủ quay vòng để giúp học trò tìm ra mối quan hệ giữa các ngôi sao hoặc chòm sao cố định, thiên đỉnh (midheaven) của đường hoàng đạo, và 12 "nhà" trong chiêm tinh. Dụng cụ của Hood cũng minh họa các mối quan hệ được cho là giữa các cung hoàng đạo, các hành tinh, và những bộ phận trên cơ thể con người được tin là do hành tinh và cung hoàng đạo chi phối.

### Thời kỳ Khai sáng và về sau

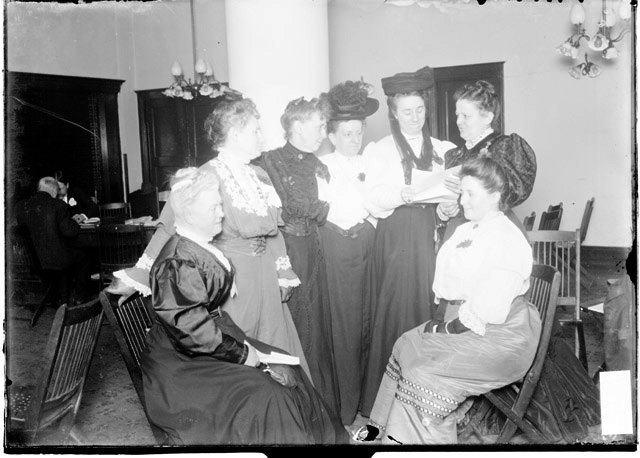
Phụ nữ trung lưu ở Chicago thảo luận về thuyết duy linh. (1906)

Trong thời kỳ Khai sáng, giới tri thức không còn đồng tình với chiêm tinh học nữa, chỉ còn một số lượng lớn tín đồ tin vào những cuốn niên lịch rẻ tiền. Nhà biên soạn niên lịch người Anh, Richard Saunders, hưởng ứng tinh thần của thời đại bằng cách in một bài chế giễu có tựa đề Discourse on the Invalidity of Astrology, trong khi ở Pháp, cuốn Dictionnaire (1697) của Pierre Bayle cho rằng chiêm tinh học là trò trẻ con. Nhà văn châm biếm người Ireland gốc Anh là Jonathan Swift đã chế nhạo John Partridge, nhà chiêm tinh chính trị theo học thuyết Whig.
Chiêm tinh học có dấu hiệu phổ biến trở lại từ thế kỷ 19, với vai trò là một phần quan trọng của sự hồi sinh thuyết duy linh – và sau này là trào lưu triết học New Age.:239–249 Phương tiện thông tin đại chúng, chẳng hạn như báo horoscope cũng có ảnh hưởng đến sự hồi sinh của chiêm tinh.:259–263 Đầu thế kỷ 20, nhà tâm thần học Carl Jung có phát triển một số khái niệm liên quan đến chiêm tinh học, dẫn đến sự phát triển của thuật chiêm tinh tâm lý.:251–256;

## Nguyên tắc và thực hành
Những người ủng hộ định nghĩa chiêm tinh học là ngôn ngữ tượng trưng, một loại hình nghệ thuật, một ngành khoa học, và là phương pháp bói toán. Mặc dù hầu hết hệ thống chiêm tinh của các nền văn hóa đều có chung nguồn gốc triết học cổ đại, tác động qua lại nhau, nhưng cũng có nhiều nền hệ thống sử dụng phương pháp khác biệt với phương Tây. Chúng bao gồm thuật chiêm tinh Hindu (hay còn được gọi là "thuật chiêm tinh Ấn Độ", trong thời hiện đại được gọi là "thuật chiêm tinh Vệ Đà") và thuật chiêm tinh Trung Quốc, cả hai đều có ảnh hưởng đến lịch sử văn hóa thế giới.

### Phương Tây
Thuật chiêm tinh phương Tây là một hình thức dự đoán dựa trên việc xây dựng chart cho một thời điểm chính xác, chẳng hạn như ngày sinh của một người. Nó sử dụng đai hoàng đạo chí tuyến, được đồng chỉnh với điểm phân.
Thuật chiêm tinh phương Tây được xây dựng dựa trên chuyển động và vị trí tương đối của các thiên thể như Mặt trời, Mặt trăng và các hành tinh, được phân tích bằng chuyển động của chúng đi qua các cung hoàng đạo (12 phân chia của vòng hoàng đạo) và các góc chiếu (dựa trên các góc hình học) giữa các thiên thể. Chúng cũng được xem xét bởi vị trí của chúng trong các "nhà" (12 phân chia không gian của bầu trời). Thuật chiêm tinh hiện đại trong các phương tiện thông tin đại chúng thường được rút gọn thành thuật chiêm tinh cung mặt trời, tức là chỉ xem xét cung Mặt Trời tại ngày sinh của một người. Phương pháp này chỉ sử dụng 1/12 biểu đồ hoàng đạo.
Horoscope thể hiện một cách trực quan tập hợp các mối liên hệ cho thời gian và địa điểm của sự kiện được chọn. Những mối liên hệ này đặt giữa chín 'hành tinh', biểu thị cho các khuynh hướng như chiến tranh và tình yêu; 12 cung hoàng đạo; và 12 "nhà". Mỗi hành tinh đều nằm trong một cung cụ thể và một ngôi nhà cụ thể tại thời điểm được chọn. Khi hành tinh được quan sát từ nơi được chọn thì sẽ tạo ra 2 loại mối liên hệ. Loại thứ 3 là là góc chiếu của mỗi hành tinh đối với những hành tinh khác, ví dụ như 2 hành tinh cách nhau một góc 120° (góc 'tam hợp') sẽ có mối quan hệ hài hòa, nhưng 2 hành tinh cách nhau một góc 90° ('góc vuông') lại có mối quan hệ xung khắc.
Cùng với bói bài Tarot, chiêm tinh học là một trong những nghiên cứu cốt lõi của chủ nghĩa bí truyền phương Tây. Do đó, nó có ảnh hưởng đến các hệ thống tín ngưỡng ma thuật không chỉ giữa những người theo thuyết bí truyền phương Tây và thuyết Hermes, mà còn với cả hệ thống tín ngưỡng như Wicca, vốn vay mượn hoặc chịu ảnh hưởng từ chủ nghĩa bí truyền phương Tây.

### Hindu
Văn bản Vệ Đà sớm nhất về thiên văn học Vedanga Jyotisha. Tư tưởng Vệ Đà sau này cũng được đề cập trong chiêm tinh học.
Thuật chiêm tinh dựa trên biểu đồ ngày sinh (natal astrology) của Hindu bắt nguồn từ thuật chiêm tinh thời kỳ Hy Lạp hóa vào thế kỷ 3 TCN.:361 Dù vậy, thuât chiêm tinh Hindu vẫn có sự khác biệt khi tích hợp khái niệm nakshatra (tương đương với nhị thập bát tú). Tên của các cung (ví dụ: Bạch Dương trong chiêm tinh Hy Lạp là 'Krios', thì trong chiêm tinh Hindu là 'Kriya'), các hành tinh (ví dụ: Mặt Trời trong chiêm tinh Hy Lạp là 'Helios', thì trong chiêm tinh Hindu là 'Heli') và thuật ngữ chiêm tinh (ví dụ: 'apoklima' và 'sunaphe' trong chiêm tinh Hy Lạp lần lượt là xích vĩ và giao hội, thì trong chiêm tinh Hindu tương ứng là 'apoklima' và 'sunapha') trong những văn bản của nhà thiên văn Varahamihira được xem là bằng chứng thuyết phục về gốc gác Hy Lạp trong thuật chiêm tinh Hindu. Thuật chiêm tinh Ấn Độ cũng có sự bổ sung của thuật chiêm tinh Babylon.:231

### Trung Quốc, Đông Á và Đông Nam Á
Thuật chiêm tinh Trung Quốc có mối liên hệ chặt chẽ với triết học Trung Quốc (thuyết tam tài: thiên thời – địa lợi – nhân hòa) và sử dụng những khái niệm như âm dương, ngũ hành, thiên can, địa chi và thời thần (tức canh giờ, một cách tính thời gian sử dụng cho mục đích tôn giáo). Thời kỳ đầu, thuật chiêm tinh Trung Quốc chủ yếu chỉ sử dụng cho mục đích chính trị, quan sát những hiện tượng bất thường, xác định điềm gở và lựa chọn ngày lành tháng tốt cho những sự kiện và quyết định trọng đại.:22,85,176
Chiêm tinh Trung Quốc không sử dụng hệ thống chòm sao trong đai hoàng đạo Tây Á và châu Âu; thay vào đó bầu trời được chia thành tam viên (三垣), và nhị thập bát tú (二十八宿) trong thập nhị thứ (十二次). 12 con giáp ở Trung Quốc được cho là đại diện cho 12 nhân cách khác nhau. Nó dựa vào chu kỳ năm, tháng âm lịch, và mỗi hai giờ một ngày là một canh (thời thần). Theo truyền thống, chu kỳ 12 con giáp bắt đầu bằng Tý, sau đó tiếp tục qua 11 con vật khác: Sửu, Dần, Mão, Thìn, Tỵ, Ngọ, Mùi, Thân, Dậu, Tuất, Hợi. Hệ thống dự đoán vận mệnh và định mệnh phức tạp dựa trên ngày sinh, mùa sinh, và giờ sinh của một người, chẳng hạn như tử bình (子平) và tử vi đẩu số (tiếng Trung giản thể: 紫微斗数; tiếng Trung phồn thể: 紫微斗數) vẫn còn được thường xuyên sử dụng trong chiêm tinh Trung Quốc cho đến ngày nay. Hệ thống này không dựa vào quan sát trực tiếp những vì sao.
12 con giáp của Hàn Quốc gần giống với của Trung Quốc, chỉ khác là con vật thứ tám là cừu (yang) thay vì là dê (yeomso), dù vậy từ yang mượn từ tiếng Trung có thể đề cập đến bất kỳ loài nào thuộc họ Dê cừu. 12 con giáp của Việt Nam thì gần giống với của Trung Quốc, khác ở chỗ con vật thứ hai là trâu nước thay vì là bò, con vật thứ tư là mèo thay vì là thỏ. 12 con giáp của Nhật Bản thì là cừu (hitsuji) thay vì dê (yagi), và lợn rừng (inoshishi, i) thay vì heo (buta).

## Quan điểm thần học

### Thời cổ đại
Thánh Augustinus (354–430) tin rằng thuyết định đoạt của chiêm tinh học mâu thuẫn với học thuyết của Cơ Đốc giáo về tự do ý chí và trách nhiệm của con người, và Thiên Chúa không phải là nguồn cơn của cái ác. Bên cạnh đó, ông cũng đưa ra cơ sở cho sự phản đối của ông về mặt triết học, viện dẫn rằng chiêm tinh học thất bại trong việc giải thích cặp song sinh có hành vi khác nhau, mặc dù chúng được thụ thai tại cùng một thời điểm và sinh ra gần như cùng lúc.

### Trung Cổ
Một vài thực hành chiêm tinh thời Trung Cổ đã được các nhà thiên văn đạo Hồi như Al-Farabi (Alpharabius), Ibn al-Haytham (Alhazen) và Avicenna tranh luận dựa trên cơ sở thần học. Họ nói rằng phương pháp của thuật chiêm tinh mâu thuẫn với quan điểm chính thống của những học giả Hồi giáo khi chiêm tinh học cho rằng có thể biết và tiên đoán được Ý chí của Allah. Lấy ví dụ, tác phẩm Risāla fī ibṭāl aḥkām al-nojūm của Avicenna lập luận phản bác việc thực hành chiêm tinh, nhưng lại ủng hộ nguyên tắc rằng các hành tinh có thể đóng vai trò là tác nhân của nhân quả thần thánh. Avicenna cho rằng chuyển động của các hành tinh định đoạt sự sống trên trái đất, nhưng ông phản đối tính khả thi của việc xác định ảnh hưởng của vì sao một cách chính xác. Về cơ bản, Avicenna không phủ nhận giáo điều cốt lõi của chiêm tinh học, nhưng phủ nhận khả năng nhân loại hiểu biết về nó đến mức có thể đưa ra những dự đoán chính xác dựa trên thuyết định đoạt. Trong cuốn Miftah Dar al-SaCadah, Ibn Qayyim al-Jawziyya (1292–1350) cũng sử dụng những phép lập luận vật lý trong thiên văn học để đặt ra câu hỏi về việc thực hành chiêm tinh học theo luật pháp. Ông nhận ra các vì sao có kích cỡ lớn hơn nhiều so với các hành tinh và nhận định: 
Và nếu các nhà chiêm tinh học trả lời rằng giải thuyết trên chính xác bởi khoảng cách và sự nhỏ bé này mà ảnh hưởng của chúng là không đáng kể, thế tại sao các ông lại cho rằng có tác động lớn đến thiên thể nhỏ nhất là Sao Thủy? Tại sao các ông lại tác động đến al-Ra và al-Dhanab, vốn là hai điểm tưởng tượng [các điểm nút lên và điểm nút xuống]?

### Hiện đại
Giáo lý vấn đáp của Giáo hội Công giáo cho rằng bói toán (bao gồm cả tiên đoán bằng chiêm tinh) không thích hợp với những tín ngưỡng Công giáo hiện đại, chẳng hạn như ý chí tự do:
Tất cả những hình thức bói toán đều bị bác bỏ: việc nhờ đến quỷ Satan hoặc quỷ dữ, gọi hồn người chết hoặc các phép thực hành khác bị cho là  "tiết lộ" tương lai một cách sai lệch. Tư vấn đoán số tử vi, chiêm tinh, xem chỉ tay, giải thích các điềm báo và số mệnh, những hiện tượng thấu thị và cậy nhờ các bà đồng, tất cả chúng đều giấu diếm khao khát quyền năng vượt thời gian, lịch sử và trong phép phân tích cuối cùng, những con người khác cũng như mong muốn chiếm đoạt những sức mạnh tiềm ẩn. Chúng mâu thuẫn với danh dự, tôn trọng và nỗi kinh sợ yêu thương mà chúng ta chỉ dành cho Chúa Trời mà thôi.— Trích từ Giáo lý vấn đáp của Giáo hội Công giáo

## Phân tích khoa học và chỉ trích

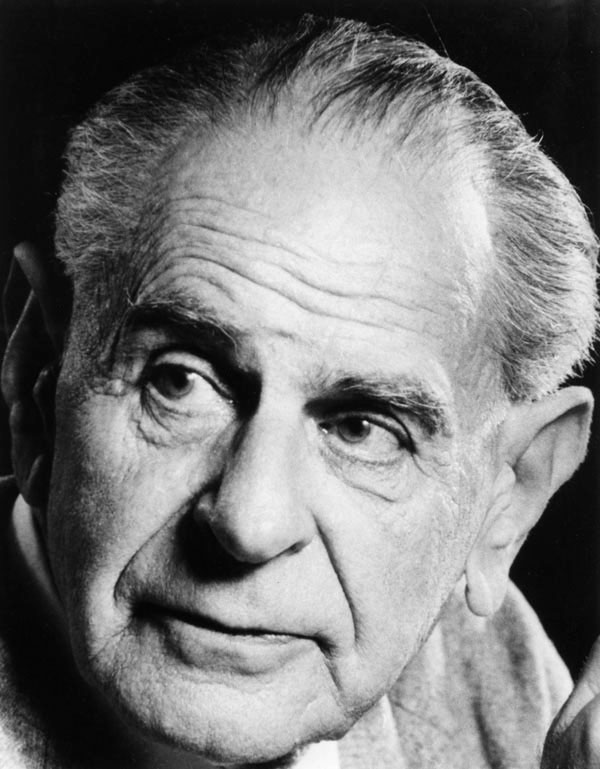
Popper đề xuất khả năng phản nghiệm để phân biệt khoa học với giả khoa học, sử dụng chiêm tinh học như ví dụ về một ý tưởng không có khả năng kiểm chứng đúng sai thông qua thí nghiệm

Cộng đồng khoa học bác bỏ chiêm tinh học vì nó không có khả năng giải thích để định rõ bản chất của vũ trụ. Chiêm tinh học cũng bị xem là giả khoa học.:1350 Thử nghiệm khoa học về chiêm tinh được tiến hành, và không tìm ra bằng chứng nào ủng hộ cho bất kỳ tiền đề hoặc tác động có chủ đích nào được vạch ra trong truyền thống chiêm tinh.:424; Mọi cơ chế hoạt động được đặt ra mà theo đó, vị trí và chuyển động của các ngôi sao và hành tinh có thể ảnh hưởng đến con người và sự kiện trên Trái Đất, đều bị mâu thuẫn với khía cạnh cơ bản và được biết về sinh học và vật lý.:249;
Thiên kiến xác nhận là một dạng thiên kiến nhận thức, một yếu tố tâm lý góp phần tạo nên niềm tin về chiêm tinh học.:344;:180–181;:42–48:553 Những tín đồ chiêm tinh có xu hướng ghi nhớ một cách chọn lọc những dự đoán thành sự thật và không ghi nhớ những dự đoán thành ra không đúng. Một hình thức khác của thiên kiến xác nhận cũng đóng một vai trò quan trọng không kém, đó là các tín đồ thường không phân biệt được giữa những thông điệp thể hiện rõ khả năng đặc biệt và những thông điệp không thể hiện rõ khả năng đó.:180–181 Do đó, có 2 hình thức thiên kiến xác nhận riêng biệt đang được nghiên cứu liên quan đến niềm tin về chiêm tinh.:180–181

### Phân định ranh giới
Theo tiêu chí về khả năng phản nghiệm do nhà triết học khoa học Karl Popper đề xuất, thì chiêm tinh học là giả khoa học. Popper coi chiêm tinh học là "giả thực nghiệm" ở chỗ "nó kêu gọi quan sát và thí nghiệm", "tuy nhiên nó không đạt tiêu chuẩn khoa học". Trái ngược với những môn khoa học, chiêm tinh học không đáp ứng khả năng phản nghiệm thông qua thí nghiệm.:206
Trái với Popper, nhà triết học Thomas Kuhn cho rằng không phải vì thiếu khả năng phản nghiệm mà chiêm tinh là giả khoa học, mà đúng hơn là quy trình và khái niệm của chiêm tinh học là phi thực nghiệm.:401 Kuhn nghĩ rằng mặc dù trong lịch sử, các nhà chiêm tinh đã đưa ra những dự đoán thất bại một cách rõ ràng, nhưng bản thân điều này không khiến cho chiêm tinh học phi khoa học, cũng chẳng phải là do các nhà chiêm tinh cố biện minh cho thất bại bằng cách tuyên bố rằng tạo ra hệ thống horoscope rất khó. Theo quan điểm của Kuhn thì chiêm tinh học không phải là khoa học vì nó xưa giờ na ná với y học thời Trung Cổ hơn. Các nhà chiêm tinh đã tuân theo chuỗi quy tắc và chỉ dẫn cho một lĩnh vực dường như cần thiết, mà họ vẫn biết là có những khiếm khuyết nhất định, nhưng họ không nghiên cứu vì lĩnh vực này không thể nghiên cứu được,:8 và do đó "họ không có câu đố nào để giải và do đó không có khoa học để thực hành.":401;:8 Nhà thiên văn có thể sửa sai nhưng nhà chiêm tinh thì không. Nhà chiêm tinh có thể biện minh cho thất bại nhưng không thể sửa giả thuyết chiêm tinh theo hướng có nghĩa hơn. Do đó, đối với Kuhn, ngay cả khi những ngôi sao có thể ảnh hưởng đến đường đời của con người thì đó cũng không phải là khoa học.:8
Nhà triết học Paul Thagard khẳng định rằng chiêm tinh học không thể bị coi là phản nghiệm (tức là bị mâu thuẫn với bằng chứng thực nghiệm) cho đến khi nó tìm ra cách giải nghĩa khác phù hợp hơn. Trong trường hợp dự đoán hành vi, tâm lý học là lựa chọn thay thế.:228 Đối với Thagard, một tiêu chí khác để phân định khoa học với giả khoa học là lĩnh vực khoa học đó phải tiến bộ và cộng đồng nhà nghiên cứu nên so sánh lý thuyết hiện tại với lý thuyết khả thi khác, và không được "kén chọn trong việc xem xét những kiểm chứng và bất kiểm chứng.":227–228 Tiến bộ theo định nghĩa ở đây là giải thích được hiện tượng mới và giải quyết được vấn đề hiện hữu, nhưng chiêm tinh học không tiến bộ lên khi chỉ thay đổi rất ít trong gần 2000 năm.:228:549 Theo Thagard, các nhà chiêm tinh đang hoạt động như thể là tham gia vào khoa học bình thường, họ tin rằng chiêm tinh có nền tảng xây dựng tốt mặc dù còn "nhiều vấn đề chưa được giải quyết", và phải đối mặt với lý thuyết thay thế tốt hơn (tâm lý học). Vì những lý do này, Thagard xem chiêm tinh học là giả khoa học.
Đối với nhà triết học Edward W. James, chiêm tinh học bất hợp lý không phải vì có vô số vấn đề về cơ chế và khả năng phản nghiệm thông qua thí nghiệm, mà là vì nó bị sa vào ngụy biện và lý luận kém (theo một phân tích về tài liệu chiêm tinh).:34

### Tính hiệu quả
Chiêm tinh học không chứng minh được hiệu quả của nó trong những nghiên cứu có kiểm chứng và không có giá trị khoa học.:85; Khi chiêm tinh học đưa ra những dự đoán có khả năng phản nghiệm trong hoàn cảnh thí nghiệm, chúng đã bị chứng minh là sai.:424 Có một thí nghiệm nổi tiếng bao gồm 28 nhà chiêm tinh, họ được yêu cầu so sánh giữa hơn 100 biểu đồ ngày sinh với hồ sơ tâm lý được tạo ra dựa trên bản câu hỏi Kiểm tra Tâm lý California. Quy tắc thí nghiệm mù đôi được sử dụng trong nghiên cứu này được đồng ý bởi một nhóm nhà vật lý và nhóm nhà chiêm tinh do Hội đồng nghiên cứu Geocosmic Quốc gia (N.C.G.R) đề xuất. Những người này đã tư vấn cho những người làm thí nghiệm, giúp đảm bảo rằng cuộc kiểm tra là công bằng:420;:117 và hỗ trợ đề ra kế hoạch trọng tâm của việc kiểm nghiệm biểu đồ ngày sinh.:419 Họ cũng chọn ra 26 trong 28 nhà chiêm tinh cho các bài kiểm tra (sau đó có thêm 2 người nữa tình nguyện).:420 Nghiên cứu được công bố trên tạp chí Nature năm 1985 cho thấy những dự đoán dựa trên biểu đồ ngày sinh không tốt hơn hên xui may rủi là bao, và cuộc kiểm tra "hoàn toàn bác bỏ giả thuyết chiêm tinh."
Năm 1955, nhà chiêm tinh và tâm lý học Michel Gauquelin tuyên bố rằng mặc dù ông không tìm ra dấu hiệu nào chứng tỏ cung hoàng đạo và khía cạnh hành tinh trong chiêm tinh là có thật, nhưng ông tìm thấy mối tương quan rõ ràng giữa vị trí ngày của một số hành tinh với thành công trong sự nghiệp, điều mà chiêm tinh học thường liên kết với hành tinh đó. Phát hiện nổi tiếng nhất mà Gauquelin tạo ra là dựa trên vị trí của Sao Hỏa trong biểu đồ ngày sinh của những vận động viên thành đạt, và nó được gọi là hiệu ứng Sao Hỏa.:213 Bảy nhà khoa học người Pháp đã thực hiện một nghiên cứu để tái tạo phát hiện của Gauquelin, nhưng không tìm ra bằng chứng thống kê.:213–214 Họ cho rằng Gauquelin nghĩ ra hiệu ứng này là do thiên kiến trong việc lựa chọn thông tin, cáo buộc Gauquelin đã cố thuyết phục họ thêm hoặc xóa tên từ nghiên cứu của họ.
Geoffrey Dean cho rằng hiệu ứng có thể là kết quả của việc tự khai báo ngày sinh của phụ huynh họ hơn là bất kỳ vấn đề nào trong nghiên cứu của Gauquelin. Có khả năng là các bậc phụ huynh đã thay đổi giờ sinh sao cho phù hợp với biểu đồ chiêm tinh cho một ngành nghề liên quan hơn. Mẫu nghiên cứu này thu thập vào thời điểm mà niềm tin vào chiêm tinh còn phổ biến. Gauquelin đã thất bại trong việc tìm ra hiệu ứng Sao Hỏa trong dân số hiện tại, khi mà người ghi chép lại thông tin ngày sinh là các bác sĩ và y tá. Số lượng những ca sinh không thuận theo quy ước của chiêm tinh học cũng giảm dần đi, càng chứng minh cho luận điểm rằng các bậc phụ huynh đã chọn ngày giờ phù hợp với tín ngưỡng của họ.:116

### Thiếu cơ chế hoạt động và tính nhất quán
Việc kiểm tra hiệu lực của chiêm tinh có thể gây khó khăn, bởi vì không có sự nhất quán giữa các chiêm tinh gia về định nghĩa chiêm tinh là gì hoặc nó thể dự đoán những gì.:83 Hầu hết các chiêm tinh gia chuyên nghiệp được trả tiền để dự đoán tương lai hoặc miêu tả tính cách và cuộc đời của một con người, song hầu hết các lá số tử vi chỉ đưa ra những thông báo mơ hồ không thể kiểm chứng được, có thể áp dụng cho gần như tất cả mọi người.:83 Nhiều chiêm tinh gia cho rằng chiêm tinh là khoa học, trong khi một số khác tác nhân nhân quả thông thường như điện từ học và lực hấp dẫn. Các nhà khoa học bác bở những cơ chế này và thấy chúng bất hợp lý, ví dụ như từ trường (được đo từ Trái Đất) của một hành tinh lớn nhưng xa xôi như Sao Mộc lại nhỏ hơn nhiều so với từ trường do các thiết bị gia dụng bình thường tạo ra.
Chiêm tinh phương Tây đã tính đến trục quay (hay còn gọi là tiến động của điểm phân) kể từ cuốn Almagest của Ptolemy, vì thế mà "điểm đầu tiên của chòm Bạch Dương" (tức bắt đầu năm chiêm tinh) liên tục di chuyển trên nền của các vì sao. Cung hoàng đạo nhiệt đới không có liên hệ nào tới các vì sao, và miễn là không có luận điệu nào được đưa ra cho thấy chính các chòm sao nằm trong Cung liên quan, các chiêm tinh gia bác bỏ quan niệm rằng tiền động dường như làm dịch chuyển các chòm sao. Charpak và Broch để ý tới điều này, ví chiêm tinh dựa trên cung hoàng đạo nhiệt đới là "...những chiếc hộp trống rỗng chẳng có liên hệ với bất cứ thứ gì và chẳng hề nhất quán hay tương thích với các vì sao." Việc sử dụng duy nhất cung hoàng đạo nhiệt đới không nhất quán với những tham chiếu mà chính các chiêm tinh gia đưa ra nhắc đến Kỷ nguyên Bảo Bình, vốn phụ thuộc vào thời điểm mà điểm mùa xuân đi vào chòm sao Bảo Bình.
Những chiêm tinh gia thường có hiểu biết ít về thiên văn, và thường không tính đến những nguyên tắc cơ bản—chẳng hạn như tiến động của điểm phân làm thay đổi vị trí của mặt trời theo thời gian. Họ bình luận về ví dụ của Élizabeth Teissier – cô từng tuyên bố rằng "Mặt trời dừng chân ở cùng vị trí trên bầu trời vào cùng ngày mỗi năm", làm cơ sở cho luận cứ cho rằng hai người có cùng ngày sinh, song chào đời cách nhau một số năm nên chịu ảnh hưởng của cùng hành tinh. Charpak và Broch lưu ý: "Chẳng có khác biệt về khoảng cách 20.000 dặm giữa giữa vị trí của Trái Đất ở bất kì ngày cụ thể nào trong hai năm liên tiếp", và do đó chúng không nên chịu cùng tác động theo như chiêm tinh học. Trong quãng thời gian hơn 40 năm sẽ có sự khác biệt lớn hơn 780.000 dặm.

## Tác động văn hóa

### Chính trị và xã hội phương Tây
Ở phương Tây, đôi khi các lãnh đạo chính trị tìm đến các chiêm tinh gia xin tư vấn. Ví dụ, Cơ quan tình báo Anh Quốc MI5 đã tuyển dụng Louis de Wohl làm nhà chiêm tinh sau khi có những thông tin cho rằng Adolf Hitler từng dùng chiêm tinh để tính toán những hành động của ông. Văn phòng Chiến tranh "...muốn biết các chiêm tinh gia riêng của Hitler sẽ nói với ông những gì từ tuần này qua tuần khác." Thực tế, những phán đoán của de Wohl sai lệch đến mức ông sớm bị gắn biệt danh là "tên lang băm toàn tập," và bằng chứng sau này cho thấy Hitler xem chiêm tinh là "thứ hoàn toàn vô bổ." Sau vụ ám sát hụt Tống thống Mỹ Ronald Reagan của John Hinckley, Đệ nhất phu nhân Nancy Reagan đã ủy nhiệm chiêm tinh gia Joan Quigley hoạt động dưới vai trò chiêm tinh gia bí mật của Nhà Trắng. Tuy nhiên, tin Quigley mất việc vào năm 1988 được tiết lộ với công chúng thông qua hồi ký của nguyên tổng tham mưu trưởng Donald Regan.
Chiêm tinh học từng trở thành cơn sốt được quan tâm vào cuối thập niên 1960s. Nhà xã hội học Marcello Truzzi miêu tả ba mức độ tham gia của "các tín đồ chiêm tinh" nhằm giải thích cho sự tái phổ biến của nó khi đối mặt với tai tiếng từ giới khoa học. Ông thấy rằng hầu hết các tín đồ chiêm tinh không cho rằng nó là một phép giải thích khoa học với năng lực tiên đoán. Thay vào đó, những người này tham gia một cách hời hợt, "gần như không biết gì" về những 'cơ chế' của chiêm tinh, họ đọc về chiêm tinh trên các cột báo, và có thể được lợi từ "quản lý căng thẳng của nỗi lo âu" và "một hệ thống tín ngưỡng nhận thức vượt ngoài khoa học." Những người ở mức độ hai thường đi xem lá số tử vi rồi tìm kiếm lời khuyên và những dự đoán. Họ trẻ hơn nhiều so với những người ở cấp độ đầu tiên, và có thể hưởng lợi từ hiểu biết về ngôn ngữ chiêm tinh và kết quả là có khả năng thuộc về một nhóm gắn kết và riêng biệt. Những người ở cấp độ ba tham gia với tần suất lớn và thường xem lá số tử vi cho chính họ. Chiêm tinh đem đến bộ phận nhỏ những tín đồ chiêm này một góc nhìn "ý nghĩa về vũ trụ và [giúp] họ hiểu về vị trí của mình trong vũ trụ." Nhóm thứ ba này xem trọng chiêm tinh một cách nghiêm túc, có thể như một mái che thiêng liêng, trong khi hai nhóm kia xem nó như thú vui và đùa cợt.
Năm 1953, nhà xã hội học Theodor W. Adorno đã tiến hành nghiên cứu về cột chiêm tinh trên một tờ báo của Los Angeles như một phần của dự án nghiên cứu về văn hóa đại chúng trong xã hội tư bản.:326 Adorno tin rằng chiêm tinh học phổ biến giống như một thiết bị luôn luôn dẫn tới những tuyên bố cổ động sự tuân thủ—và các chiêm tinh gia đi ngược với sự tuân thủ ấy bằng cách không khuyến khích hiệu suất làm việc, rủi ro mất việc.:327 Adorno kết luận rằng chiêm tinh là một phép biểu hiện quy mô lớn của thuyết phi lý hệ thống, nơi các cá nhân bị điều khiển một cách tinh vi—thông qua những tổng hợp mơ hồ và tâng bốc—nhằm tin rằng tác giả cột báo đang nói chuyện trực tiếp với họ. Adorno suy ra một phép so sánh tương đương cụm từ thuốc phiện của nhân dân của Karl Marx bằng lời bình: "thuyết huyền bí là lời nói suông của những kẻ ngu dốt.":329
Một cuộc thăm dò của Gallup năm 2005 và khảo sát của Trung tâm nghiên cứu Pew năm 2009 cho thấy 25% người trưởng thành ở Mỹ tin vào chiêm tinh. Theo dữ liệu được công bố trong nghiên cứu Những chỉ số khoa học và kĩ thuật (2014) của Quỹ Khoa học Quốc gia (NSF), "Ít người Mỹ bác bỏ chiêm tinh vào năm 2012 hơn so với những năm gần đây." Nghiên cứu của NSF lưu ý rằng vào năm 2012, "hơn nửa số người Mỹ nói rằng chiêm tinh 'hoàn toàn không phải khoa học', trong khi gần hai phần ba dân số đưa ra câu trả lời này vào năm 2010. Tỷ lệ tương đương đã không tụt đến mức này kể từ năm 1983."

### Ấn Độ và Nhật Bản

Tỉ lệ sinh (màu xanh) và (tử) của Nhật Bản kể từ năm 1950, trong đó tỉ lệ sinh sụt giảm đột ngột trong năm Bính Ngọ (1966)

Tại Ấn Độ, một tín ngưỡng chiêm tinh đã được hình thành từ lâu đời và trở nên thịnh hành. Nó thường được sử dụng trong đời sống hàng ngày, đặc biệt là trong những vấn đề liên quan đến hôn nhân và sự nghiệp, ngoài ra còn ứng dụng đại trà trong chiêm tinh bầu cử, hàng giờ và nghiệp. Những chính trị gia của Ấn Độ cũng chịu ảnh hưởng bởi chiêm tinh. Nó cũng được xem là một nhánh của đạo Vedanga. Năm 2001, các nhà khoa học và chính trị gia của Ấn Độ đã tranh luận và phê phán đề xuất sử dụng tiền của nhà nước để tài trợ cho nghiên cứu về chiêm tinh, làm cho các trường đại học ở Ấn Độ được phép mở các khóa học dạy chiêm tinh Vệ Đà. Tháng 2 năm 2011, Tòa án tối cao Bombay tái khẳng định chỗ đứng của chiêm tinh tại Ấn Độ khi bác bỏ một vụ án thách thức danh nghĩa khoa học của nó.
Tại Nhật Bản, niềm tin mãnh liệt vào chiêm tinh là nguyên nhân làm thay đổi mạnh mẽ tỷ lệ sinh và số ca phá thai trong năm Giáp Ngọ. Những tín đồ tin rằng phụ nữ sinh vào các năm Bính Ngọ sẽ không thể kết hôn và gieo vận rủi cho cha hoặc chồng họ. Năm 1966, số lượng bé tại Nhật Bản giảm hơn 25% do các bậc phụ huynh cố tránh bị kỳ thị vì sinh con gái vào năm Bính Ngọ.

### Văn học và âm nhạc

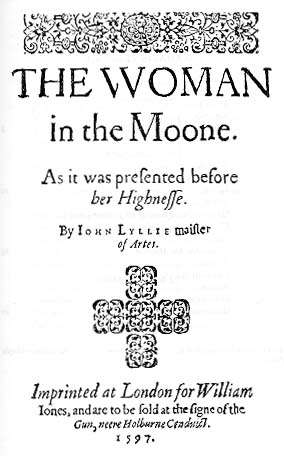
Trang tiêu đề vở kịch chiêm The Woman in the Moon của John Lyly vào năm 1597.

Ở thế kỉ 14, hai nhà thơ người Anh John Gower và Geoffrey Chaucer đều nhắc đến chiêm tinh trong những tác phẩm của họ, cụ thể là Confessio Amantis của Gower và The Canterbury Tales của Chaucer. Chaucer bình luận chi tiết về chiêm tinh trong tác phẩm Treatise on the Astrolabe, trình bày kiến thức cá nhân của một lĩnh vực (chiêm tinh tư pháp) với một lời giải thích cách tìm cung mọc. Ở thế kỉ 15, những chi tiết liên hệ đến thiên văn học như lối so sánh trở thành "vấn đề nghiễm nhiên" trong văn học Anh.

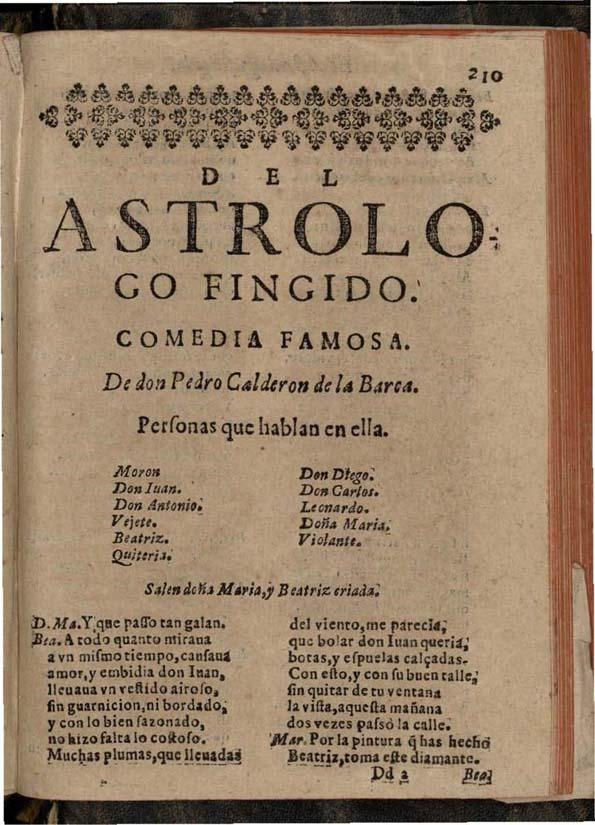
Trang tiêu đề cuốn Astrologo Fingido của Calderón de la Barca tại Madrid vào năm 1641.

Ở thế kỉ 16, vở kịch The Woman in the Moon (1597) của John Lyly lấy động cơ hoàn toàn từ chiêm tinh học, trong khi Christopher Marlowe mang những chi tiết liên hệ chiêm tinh trong các vở kịch Doctor Faustus và Tamburlaine (đều vào khoảng năm 1590), còn Sir Philip Sidney nhắc đến chiêm tinh ít nhất 4 lần trong tác phẩm văn học kị sĩ The Countess of Pembroke's Arcadia (khoảng năm 1580). Edmund Spenser sử dụng chiêm tinh cả về mặt tô điểm lẫn quan hệ nhân quả trong thơ của mình, cho thấy "...đây rõ ràng là một niềm thích thú vĩnh cửu trong nghệ thuật, một niềm thích thú được sẻ chia bởi một lượng lớn những nhân vật cùng thời với ông." Tương tự, vở kịch Byron's Conspiracy (1608) của George Chapman sử dụng chiêm tinh là cơ chế nhân quả trong tác phẩm của mình. Quan điểm của William Shakespeare đối với chiêm tinh thì lại mập mờ với những chi tiết liên hệ mâu thuẫn trong những vở kịch như King Lear, Antony and Cleopatra và Richard II. Shakespeare thân thuộc với chiêm tinh và sử dụng vốn hiểu biết của ông về chiêm tinh trong hầu kết mọi vở kịch mà ông chắp bút, cho thấy về cơ bản thì khán giả thương mại của ông đã quen thuộc với đề tài này. Ngoài nhà hát, bác sĩ kiêm nhà huyền bí học Robert Fludd đã thực hành chiêm tinh giống như bác sĩ lang băm Simon Forman. Ở Anh thời Elizabeth, "Cảm giác thông thường về chiêm tinh ... [là] nó hữu ích nhất trong các ngành khoa học."
Tại Tây Ban Nha vào thế kỉ 17, với vốn hiểu biết tường tận về chiêm tinh, Lope de Vega đã viết ra những vở kịch chế nhạo chiêm tinh. Trong tác phẩm lãng mạn đồng quê La Arcadia (1598), chiêm tinh dẫn đến điều ngớ ngẩn; trong cuốn novela Guzman el Bravo (1624), ông kết luận rằng các vì sao được tạo ra cho con người, chứ không phải con người được tạo ra cho những vì sao. Calderón de la Barca thì viết vở hài kịchAstrologo Fingido (Nhà chiêm tinh giả) vào năm 1641; cốt truyện được nhà viết kịch người Pháp Thomas Corneille vay mượn cho vở hài kịch Feint Astrologue của ông vào nấm.
Tác phẩm âm nhạc nổi tiếng nhất chịu ảnh hưởng của chiêm tinh là vở nhạc giao hưởng The Planets. Được sáng tác bởi nhà soạn nhạc người Anh Gustav Holst (1874–1934) và lần đầu trình diễn vào năm 1918, cốt truyện The Planets dựa trên các biểu tượng chiêm tinh của những hành tinh. Mỗi phần trong tổng số 7 phần của tác phẩm dựa trên một hành tinh khác nhau, dù cho các phần không xếp theo trật tự những hành tinh từ Mặt Trời. Nhà soạn nhạc Colin Matthews thì viết một nhạc phẩm gồm 8 phần có nhan đề Pluto, the Renewer, lần đầu được trình diễn vào năm 2000. Năm 1937, một nhà soạn nhạc người Anh nữa là Constant Lambert chắp bút một vở ballet dựa trên những đề tài chiêm tinh, có tên là Horoscope. Năm 1974, nhà soạn nhạc người New Zealand Edwin Carr viết tác phẩm The Twelve Signs: An Astrological Entertainment cho dàn nhạc không có đàn dây. Camille Paglia thì thừa nhận chiêm tinh có ảnh hưởng trong tác phẩm phê bình văn học Sexual Personae (1990) của cô. Chiêm tinh còn vô cùng nổi bật trong The Luminaries của Eleanor Catton, tác phẩm văn học giành giải Booker 2013.